# Dan Crenshaw

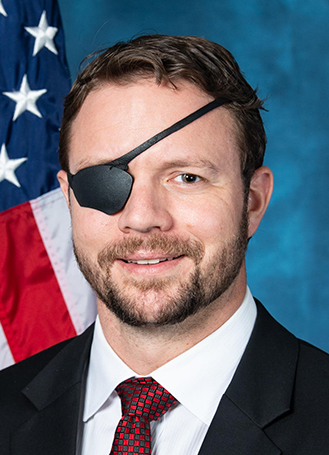
Dan Crenshaw (2019)

Daniel Reed Crenshaw (geboren am 14. März 1984 in Aberdeen, Schottland) ist ein amerikanischer Politiker der Republikanischen Partei. Der frühere Soldat vertritt seit 2019 den 2. Kongresswahlbezirk von Texas im Repräsentantenhaus der Vereinigten Staaten.

## Familie, Ausbildung und Beruf
Dan Crenshaw ist der Sohn eines Managers in der Ölindustrie, seine Mutter starb an Krebs, als er zehn Jahre alt war. Die Familie lebte in seiner Kindheit häufig im Ausland, darunter in Ecuador und Kolumbien, weshalb Crenshaw fließend Spanisch spricht. Er schloss das Studium an der Tufts University 2006 mit dem Bachelorgrad in Internationalen Beziehungen ab und erhielt 2017 den Master in öffentlicher Verwaltung an der Harvard Kennedy School.
Crenshaw diente als Offizier der Navy SEALs in den Kriegen in Afghanistan und dem Irak. Nach zwei Einsätzen im Irak verlor er im Juni 2012 in der afghanischen Provinz Helmand das rechte Auge und erblindete fast, als eine Landmine direkt vor ihm explodierte und seinen Übersetzer tötete. Seitdem trägt er eine Augenklappe. Anschließend war er Kommandant zweier nachrichtendienstlicher Operationen in Bahrain und Südkorea. 2016 wurde er als Lieutenant Commander aus medizinischen Gründen aus dem Dienst entlassen. Für seinen Einsatz erhielt er zwei Bronze Star Medals, das Purple Heart und die Navy Commendation Medal. Kurzzeitig arbeitete er für den Kongressabgeordneten Pete Sessions an Militärgesetzgebung.
Er ist seit 2013 mit Tara Crenshaw verheiratet. 2017 kehrte er erstmals seit seiner Kindheit nach Houston zurück, um bei der Schadensbeseitigung des Hurrikan Harvey zu helfen.

## Politische Laufbahn
Crenshaw kandidierte 2018 für den 2. Kongresswahlbezirk von Texas, welcher die Außenbezirke der Metropole Houston nördlich in einem Halbkreis umspannt. Der bisherige republikanische Abgeordnete Ted Poe trat nicht zur Wiederwahl an. Bei der Vorwahl der Republikaner am 6. März erhielt der bis dahin unbekannte und mit geringen Ressourcen ausgestattete Crenshaw unter neun Kandidaten mit 27,4 Prozent die zweitmeisten Stimmen und zog damit in den zweiten Wahlgang ein, bei dem er am 22. Mai 2018 mit 69,8 Prozent als Kandidat der Republikaner bestimmt wurde. Zu Beginn seines Wahlkampfs hatte Crenshaw noch deutlich zurückgelegen gegen den erfahrenen und vernetzten Staatsabgeordneten Kevin Roberts. Crenshaw hatte sich insbesondere bei den Latinos seines Wahlkreises einen Namen gemacht und war von der Super PAC American Patriots mit 500.000 Dollar unterstützt worden.
Bei der Hauptwahl im November 2018 schlug er den Demokraten Todd Litton mit 52,9 zu 45,5 Prozent. Crenshaw hatte als klarer Favorit gegolten. Bei der Abstimmung am 14. November 2018 sprach er sich beim Fraktionsvorsitz für Kevin McCarthy, den moderaten Favoriten der Parteiführung, gegen den Tea-Party-Kandidaten Jim Jordan aus.
Crenshaw zog am 3. Januar 2019 als jüngster Abgeordneter aus Texas in den Kongress ein.
Bei der Vorwahl zur Kongresswahl 2020 hatte Crenshaw keinen parteiinternen Herausforderer. Er gewann die Wahl zum 117. Kongress gegen die Demokratin Sima Ladjevardian mit 55,6 %. Bei der Zertifizierung des Ergebnisses der Wahl von Joe Biden 2020 war einer der wenigen Republikaner aus Texas, die gegen die Einsprüche stimmten. Auch noch 2022 erklärte er, dass viele Parteifreunde, die gegen das Wahlergebnis gestimmt hätten bewusst lügen würden. Im folgenden Vorwahlkampf zur Wahl 2022 forderte ihn der Geschäftsmann Jameson Ellis, die Veteranin Milam Langella und Martin Etwop heraus. Crenshaw wurde ihm Vorwahlkampf fehlende Loyalität zur Partei vorgeworfen. Er konnte sich in der Vorwahl mit 74,4 % durchsetzen. Die Hauptwahl zum 118. Kongress gewann er mit 65,9 % gegen die Demokratin Robin Fulford. Jameson Ellis trat bei der folgenden Vorwahl 2024 erneut gegen Crenshaw an und unterlag dem Amtsinhaber mit 40,5 % zu 59,5 %. In der Wahl im November 2024 bezwang Crenshaw dann den Demokraten Peter Filler mit 65,7 %.
Dan Crenshaws aktuelle Legislaturperiode im Repräsentantenhaus des 119. Kongresses dauert noch bis zum 3. Januar 2024.

## Positionen und Stil
Crenshaws Positionen entsprechen weitgehend dem konservativen Mainstream; er setzt sich für höhere Verteidigungsausgaben und gleichzeitig eine Senkung der Staatsverschuldung ein. Sein Programm 2018 schrieb er vollständig selbst und verfügt über profunde Kenntnis politischer Inhalte insbesondere in der Außen- und Sicherheitspolitik. In Einwanderungsfragen unterstützt Crenshaw die restriktive Linie des ehemaligen Präsidenten Donald Trump und dessen Projekt einer Grenzmauer zu Mexiko, kritisierte ihn aber für seine polarisierende Sprache im Präsidentschaftswahlkampf. So hatte er Trumps Angriffe auf Muslime 2015 als „hasserfüllte“ und „wahnsinnige Rhetorik“ bezeichnet. Im Juli 2018 forderte er in einem Beitrag für den National Review einen Neustart der Beziehungen zu Mexiko und forderte die Spitzenpolitiker auf, rhetorisch abzurüsten. Mexiko sei ein Partner, kein Gegner bei der Grenzsicherung. Präsident Trump habe die Republikaner gut gegen links abgeschirmt, auf lange Sicht brauche die Partei aber eine Rückkehr zum Optimismus Ronald Reagans.
Der Houston Chronicle beschrieb Crenshaw 2018 als charismatisch und seinen Stil als vergeistigt und authentisch. Jüngere Wähler versucht er anzusprechen, indem er klar, faktenorientiert und rational argumentiert; er will Konservatismus wieder „cool und aufregend“ machen. Bereits vor seiner Wahl ins Repräsentantenhaus trat Crenshaw regelmäßig beim konservativen Fernsehsender Fox News Channel auf. Er erhielt große Medienaufmerksamkeit, als Pete Davidson drei Tage vor dem Wahltag 2018 bei Saturday Night Live sagte, Crenshaw sehe aus wie ein Auftragskiller in einem Pornofilm, was für scharfe Kritik insbesondere von Veteranenverbänden sorgte. Crenshaw trat bei der nächsten Sendung unangekündigt auf, akzeptierte die Entschuldigung Davidsons und rief dazu auf, die politischen Gräben im Land zu überbrücken; er wies darauf hin, dass Davidson seinen Vater als Feuerwehrmann im Einsatz am 11. September 2001 verloren hatte. Crenshaw wurde daraufhin von der Washington Post als kommender Star der Republikaner gehandelt, nachdem diese 2018 viele langjährig innegehabte Mandate verloren und wenige hinzugewonnen hatten, und als versöhnende Politikerfigur bezeichnet.
Tim Miller legte 2020 ausführlich dar, dass Crenshaw Medien wegen ihres seiner Meinung nach ungerechtfertigten Umgangs mit Donald Trump angreife, da dies seiner Karriere hilfreich sei.

## Auszeichnungen
Im Jahr 2020 nahm das Magazin Fortune Crenshaw in die Liste der 40 unter 40 in der Kategorie "Regierung und Politik" auf.